# Reichtum

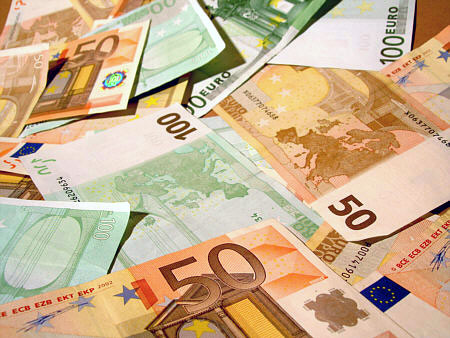
Papiergeld, modernes Symbol für den „materiellen Reichtum“

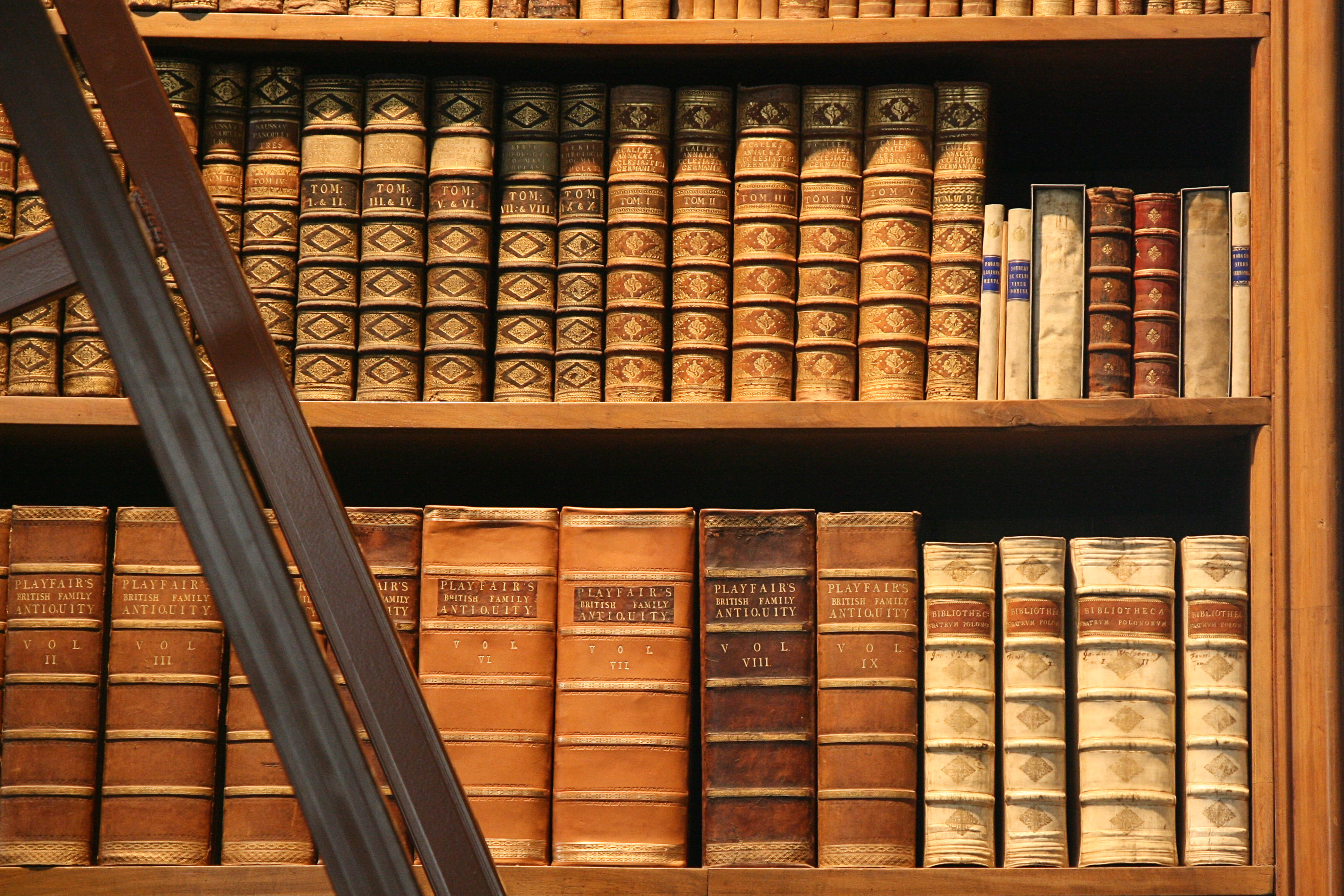
Bücher als Sinnbild für den „geistigen Reichtum“

Reichtum bezeichnet den Überfluss an gegenständlichen oder geistigen Werten. Es gibt jedoch keine allgemeingültige Festlegung, da die Vorstellung von Reichtum von kulturell geprägten, subjektiven und zum Teil höchst emotionalen bzw. normativen Wertvorstellungen abhängt. In den modernen Industriestaaten wird Reichtum häufig ausschließlich quantitativ auf Wohlstand und Lebensstandard bezogen, obwohl er sich tatsächlich nicht auf materielle Güter reduzieren lässt. Die Bedeutung geistigen Reichtums wird häufig unterschätzt. Gesellschaftlich gesehen erfordert die Entstehung von Reichtum die allgemein akzeptierte Übereinkunft, dass Dinge, Land oder Geld jemandem gehören und dass dieses Eigentum geschützt wird. So ist (bzw. war) Reichtum in egalitären Gesellschaften unbekannt. Die kulturelle Unterschiedlichkeit des Begriffes ist zum Teil Gegenstand heftiger Debatten.
Das Gegenteil von materiellem Reichtum bzw. wirtschaftlichem Vermögen – sprich: der Mangel an Gütern bzw. ein überdurchschnittlich niedriger quantitativer Wohlstand – wird als Armut bezeichnet; auch hier gibt es die Unterscheidung zwischen materieller und geistiger Armut.

## Etymologie
Das entsprechende Adjektiv zu „Reichtum“ lautet reich. Es lässt sich auch in anderen germanischen Sprachen wiederfinden, so z. B. im englischen rich oder im schwedischen rik. In seiner historisch ältesten Form got. reiks bedeutet das Adjektiv „mächtig“ und das Substantiv „Herrscher, Obrigkeit“. Sprachwissenschaftler gehen letztlich von einem keltischen Ursprung aus.

## Materieller und monetärer Reichtum

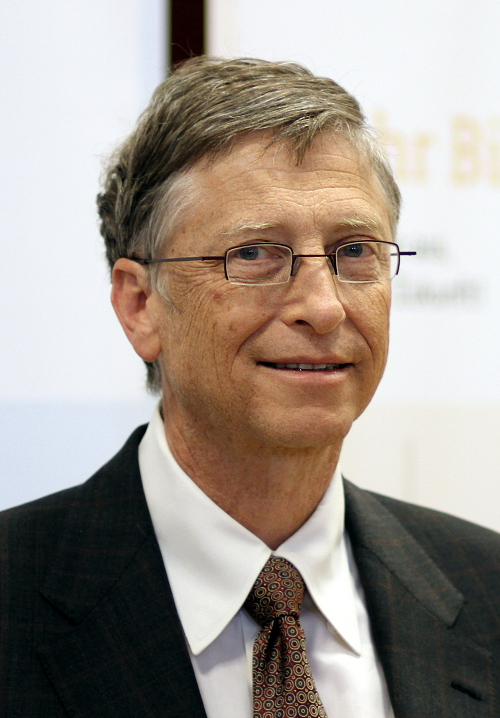
Das Privatvermögen von Bill Gates entsprach 2013 etwa dem Bruttoinlandsprodukt des Staates Aserbaidschan.

Nach Berechnungen von Oxfam aus dem Jahr 2014 verfügen die reichsten 85 Menschen über denselben Reichtum wie die ärmere Hälfte der Erdbevölkerung zusammen. Nach dem Bericht verfügen diese 85 reichsten Menschen über ein Vermögen von einer Billion Britischer Pfund, was dem Vermögen der 3,5 Milliarden ärmsten Menschen entspricht. Das Vermögen des reichsten Prozentes der Weltbevölkerung belaufe sich weiterhin auf insgesamt 60,88 Billionen Pfund.

### Psychologische Effekte

#### Unmoralisches Verhalten
Der Wohlstand eines Menschen beeinflusst dessen Denken, Handeln und Fühlen. Laut psychologischer Forschung tendieren wohlhabende Menschen dazu, etwa anderen in Not oft nur dann zu helfen, wenn dies öffentlich geschieht oder sie sich als Wohltäter inszenieren können. Außerdem lügen und betrügen Reiche häufiger als Menschen mit niedrigerem sozioökonomischem Rang. Reichtum verringert außerdem die Empathie. Entsprechendes Verhalten zeigt sich nicht nur in Feldstudien, sondern kann in experimentellen Laborstudien auch erzeugt werden, indem man bei den Studienteilnehmern das Gefühl eines höheren sozioökonomischen Status induziert.

#### Begrenzter Einfluss auf Wohlbefinden
Generell ist Geld zwar relevant für das Wohlbefinden, aber der Effekt wird meist überschätzt. Speziell Einkommensreichtum hat zusätzlich nur einen (im wörtlichen Sinne) begrenzten Einfluss auf das Lebensglück, da ab einer gewissen Höhe des Einkommens die betreffenden Indikatoren für Glück eine Grenze oder „Sättigung” erreichen, d. h. ein Plateau, ab dem sie nicht mehr ansteigen. So wird für Westeuropa und Skandinavien dieses Plateau ab einem gewichteten Äquivalenzjahreseinkommen von 50.000 bis 100.000 US-Dollar erreicht (je nach Indikator). Letzterer Wert entsprach (im Jahr der Studienveröffentlichung) etwa einem Einkommen von 7.062 Euro im Monat. Im Jahr 2023 lag dieses sog. „Glückseinkommen“ in Deutschland bei rund 78.000 Euro pro Jahr, in Österreich bei ca. 82.000 Euro pro Jahr und in der Schweiz bei ca. 110.000 Euro pro Jahr. Aus Sicht der Studienautoren können die Studienergebnisse für Regierungen dazu beitragen, Maßnahmen zur Umverteilung des Reichtums zu motivieren. Zum Vergleich: In Deutschland griff im Jahr der Studienveröffentlichung der Höchststeuersatz ab einem zu versteuernden Einkommen von 22.111 Euro im Monat bei Einzelveranlagung, in Österreich ab einem zu versteuernden Einkommen von 1 Million Euro im Jahr, das sind ca. 71.000 Euro im Monat.
Nicht auf der Ebene einzelner Personen, sondern auf der Ebene ganzer Länder wird der geringe Zusammenhang zwischen (volkswirtschaftlichem) Einkommen und Wohlbefinden als Easterlin-Paradox bezeichnet.

#### Solidarisierungseffekt mit den Reichen
Der „Solidarisierungseffekt mit den Reichen“ beschreibt das Phänomen, dass sich auch Bevölkerungsgruppen, die sich weit unterhalb der wohlhabenden Mittelschichten mit großem Vermögen befinden, mit diesen identifizieren. Sie befürchten, dass ihr eigenes Gespartes von einer Umverteilungspolitik selbst betroffen sein könnte. Die Identifikation mit den Reichen gibt es nicht zuletzt auch deshalb, da Reichtum ein eigenes Lebensziel bzw. Ideal ist und sich mehr Menschen der Mittelschicht zugehörig fühlen, als es der Definitionen entspricht.

### Volkswirtschaftliche Effekte
Wenn massive Anteile des Einkommens einer Nation in den Händen einiger weniger konzentriert sind, leidet das gesamtwirtschaftliche Wachstum. Eine Studie des Internationalen Währungsfonds aus dem Jahr 2015 ergab, dass „wenn der Einkommensanteil der obersten 20 % (der Reichen) steigt, nimmt das BIP-Wachstum mittelfristig tatsächlich ab, was darauf hindeutet, dass Gewinne nicht nach unten durchsickern“, während „eine Zunahme des Einkommensanteils der unteren 20 % (der Armen) mit einem höheren BIP-Wachstum verbunden ist.“

### Reichtum von Staaten
Der Reichtum von Ländern lässt sich anhand verschiedener Indikatoren vergleichen. Gemessen am Bruttoinlandsprodukt pro Einwohner waren 2019 die reichsten Länder der Welt Irland (80.504 Dollar pro Kopf), Schweiz (82.483 Dollar pro Kopf) und Luxemburg (115.838 Dollar pro Kopf). Deutschland belegte mit 46.472 Dollar den 18. Platz.

### Interessenvertretung auf EU-Ebene
Laut dem Transparenzregister für die europäische Interessenvertretung kommen in Brüssel auf zwei Arbeitnehmervertreter 100 Interessensvertreter von Unternehmen und ihren Verbänden. Die Neue Zeit zog daraus die Schlussfolgerung, dass Menschen mit viel Geld eine 50 Mal stärkere Stimme haben als Menschen mit wenig Geld. Dies hebele die europäische Demokratie aus.

### Reichtum in Deutschland

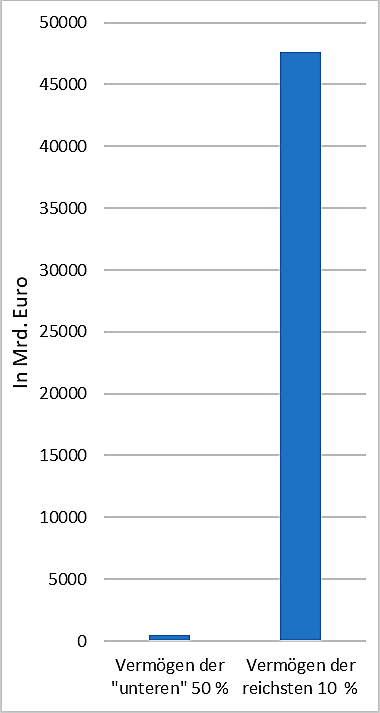
Summe des absoluten Vermögens deutscher Haushalte nach Vermögensgruppen im Jahr 2018

Deutschland ist – gemessen am Bruttoinlandsprodukt (BIP) – im weltweiten Vergleich ein sehr reiches Land. Zwischen 1960 und 2003 hat sich das inflationsbereinigte BIP verdreifacht. Zwischen 1991 und 2001 wuchs es um knapp 16 % von 1.710 Milliarden Euro auf 1.980 Milliarden Euro. Das Geldvermögen, das Privatleute besitzen, stieg in diesen zehn Jahren um rund 80 %, von 2,0 Billionen Euro 1991 auf 3,6 Billionen Euro 2001.
Je mehr Geld ein Mensch hat, desto höher setzt er subjektiv die Grenze an, ab der er jemanden für reich hält. Wegen der niedrigen vermögensbezogenen Besteuerung wurde Deutschland 2013 als „Reichenparadies“ bezeichnet.
Es wird unterschieden zwischen Reichtum bezogen auf das Einkommen (sogenannter Einkommensreichtum) und bezogen auf das Vermögen (Vermögensreichtum).

#### Vermögensreichtum

##### Merkmale
Als objektiver Indikator für Wohlstand und Reichtum ist Vermögen eher noch wichtiger als das Einkommen. Vermögen kann als Sicherheit dienen und zeitlich begrenzte Einkommensausfälle ausgleichen.
Es besteht ein Zusammenhang zwischen Vermögensreichtum und Aktienbesitz auf zwei Ebenen. Zum einen kann nur bei ausreichendem Vermögen überhaupt in Aktien oder Fonds investiert werden. So ist beispielsweise im bundesweiten Vergleich im reichen Landkreis Starnberg der Anteil der Einwohner am höchsten, die Aktien (41 %) oder Fondsanteile (66 %) besitzen. Da zum anderen Aktien sich langfristig besser rentieren als Zinsprodukte, werden Vermögende zudem noch vermögender als Nicht-Aktienbesitzer.

###### Einzelpersonen
Im Jahr 2019 lag laut des weltweiten Vermögensberichts der Credit Suisse in Deutschland das mittlere Vermögen eines Erwachsenen bei 35.313 US-Dollar, was ca. 31.500 Euro entsprach. Wird die von Ernst-Ulrich Huster vorgeschlagene Grenze von 200 % des Medians angewendet, ergibt sich für Deutschland der Vermögensreichtum ab einem Vermögen von 63.000 Euro. Laut offizieller Statistik lag 2013 diese sogenannte „Reichtumsschwelle“ dagegen bei 77.378 Euro.
Banken benutzen nicht diese auf Statistik basierende Schwelle. Sie teilen ihre Kundschaft in vier Kategorien ein:
1. Bankkontostand unter 100.000 Euro = normale Person,
2. liquides Nettovermögen von mehr als 100.000 Euro = wohlhabende Person (Englisch: „affluent“),
3. ab einer Million Euro = reiche Person („High-Net-Worth-Individual“),
4. ab 30 Millionen Euro = superreiche Person („Ultra-High-Net-Worth-Individual“).

Hierbei ist das persönliche Gesamtvermögen nicht entscheidend, sondern es wird nur darauf abgestellt, wie viel Geld eine Person flüssig zur Verfügung hat (liquides Nettovermögen). Denn nur diese Summe kann angelegt werden und nur über die Vermittlung von Geldanlagen verdienen die Banken Provisionen und Entgelte.

###### Haushalte
Das iwd definierte 2019 Haushalte in Deutschland als vermögensreich, wenn sie über ein Nettovermögen von 477.200 Euro verfügen. Diese Grenze lag in der Altersgruppe unter 30 deutlich niedriger und in der Altersgruppe von 55 und 59 Jahren deutlich höher.
Laut Daten der Bundesbank ist Immobilienbesitz ein guter Indikator für die Höhe des Vermögens von Haushalten. Haushalte, die in einer eigenen Immobilie leben, haben deutlich höhere Nettovermögen als Mieterhaushalte.

##### Vermögensverteilung

Das Größenverhältnis des Haushaltsvermögens an bestimmten Punkten der Vermögensverteilung im Jahr 2017, hier dargestellt als Fläche. Hinweis zur Interpretation: Ein Haushalt z. B. des 90. Perzentils liegt exakt auf dem 90. Prozent der Vermögensverteilung. Das 50. Perzentil entspricht damit zugleich dem mittleren Vermögen deutscher Haushalte.

Die Vermögen, besonders die Geldvermögen, sind sehr ungleich verteilt (siehe Vermögensverteilung in Deutschland). Während im Jahr 2003 die „unteren“ 50 % aller Haushalte zusammen 3,8 % des Gesamtvermögens besaßen, verfügten die „oberen“ 10 % der Haushalte über 46,8 % des privaten Vermögens in Deutschland. 1998 lag dieses Verhältnis noch bei 3,9 % zu 44,4 %. Dieser Trend setzte sich in den folgenden Jahren fort. So verfügte 2017 die ärmere Hälfte der Bevölkerung über 1,3 % des Gesamtvermögens, die reichsten 10 % über 56 %. Schätzungen des DIW, die fehlende Daten des Statistischen Bundesamtes ergänzten (siehe Abschnitt Einkommensreichtum), kamen zu einer noch stärkeren Konzentration des Vermögensreichtums. Demnach besaßen die reichsten 10 % der Deutschen mindestens 63 % des Volksvermögens.
Auch innerhalb der reichsten 10 % besteht eine Konzentration des Vermögensreichtums. Im Jahr 2008 besaßen 0,001 %, also 380 Haushalte, ein Nettovermögen von 419,3 Milliarden Euro oder 5,28 % des Reinvermögens der privaten Haushalte. Die reichsten 0,0001 % der Haushalte (38 Haushalte) besaßen 132,35 Milliarden Euro oder 1,67 % des gesamten privaten Vermögens.
Im Jahr 2014 besaßen die 45 reichsten Haushalte so viel wie die ärmere Hälfte der Bevölkerung, nämlich jeweils 214 Milliarden Euro Vermögen.

##### Einzelne Gruppen von Vermögenden
Personen, deren Vermögen so groß ist, dass sie davon leben, ohne aktiv zu arbeiten, werden als Privatiers bezeichnet. In Deutschland gab es im Jahr 2018 rund 627.000 Privatiers. Das entspricht einer Steigerung von 68,5 % seit der Jahrtausendwende.
2010 gab es in Deutschland noch 830.000 Vermögensmillionäre. Bis zum Jahr 2013 erhöhte sich diese Zahl auf 1.015.000. Obwohl Deutschland 2015 und 2016 zusammen insgesamt 5.000 Vermögensmillionäre das Land verließen, stieg laut World Wealth Report bis 2018 ihre Zahl in Deutschland weiter auf 1,364 Millionen Millionäre.
Bei den 1000 reichsten Personen, von denen knapp ein Viertel Milliardäre sind, nahm allein im Jahr 2017 das Vermögen um 13 % zu, während im gleichen Zeitraum das BIP um 2 % stieg. Das Vermögen belief sich zuvor schon auf 1177 Milliarden Euro. Zum Vergleich: 2018 umfasste der Bundeshaushalt 335 Milliarden Euro, also weniger als ein Drittel des Vermögens der 1000 reichsten Personen.
Laut dem Wirtschaftsmagazin Forbes hat sich von 2010 bis 2019 die Anzahl der Milliardäre in Deutschland von 55 auf 107 fast verdoppelt. Im Vergleich der Bundesländer lebten 2015 die meisten Milliardäre in Nordrhein-Westfalen mit einem Gesamtvermögen von 96 Milliarden Euro.
Die reichsten Deutschen mit dem größten Vermögen waren 2020 Susanne Klatten (16,44 Milliarden Euro; SKion, BMW), Beate Heister und Karl Albrecht Jr. (29,25 Milliarden Euro; Aldi Süd) sowie die Familie Reimann (35 Milliarden Euro, Chemiekonzern Benckiser). Zum Vergleich: Die Reimann-Familie hat damit ein größeres Vermögen als der Gesamtwert aller Güter, Waren und Dienstleistungen des Staates Lettland.

##### Krisengewinner
Laut PwC und UBS stieg die Anzahl der deutschen Dollar-Milliardäre während der Corona-Rezession bis Juli 2020 von 114 auf 119 erneut an, ihr Vermögen wuchs von 501 Milliarden auf 595 Milliarden Euro. Für das gesamte Jahr 2020 kam die Financial Times zusammen mit Morgan Stanley zu einem ähnlichen Ergebnis. Die Zahl der Milliardäre in Deutschland stieg auf 136, ihr Vermögen stieg um mehr als 100 Milliarden Euro oder drei Prozent der Wirtschaftsleistung Deutschlands, während diese um etwa 170 Milliarden Euro oder 4,9 Prozent schrumpfte.

##### Selbsteingeschätzter Reichtum von Vermögenden
Den reichsten 20 % der Bevölkerung ordneten sich 2017 nur 3 % der Haushalte korrekt zu. Ferner zeigte sich, dass je höher das Vermögen, desto höher der Anteil der Haushalte, die sich falsch einordnen. Auch die Abweichung von der geschätzten zur tatsächlichen Position in der Vermögensverteilung nimmt mit dem Vermögen zu. Millionäre zählen sich oft zur „gehobenen Mittelschicht“.

##### Im internationalen Vergleich
Laut dem Global Wealth Report der Credit Suisse ist die Konzentration von Vermögen in Deutschland stärker als in anderen westeuropäischen Ländern. So verfügt das reichste Prozent der Einwohner in Deutschland über 30 % des Vermögens. Dagegen hat in Großbritannien das reichste Prozent der Einwohner 24 % des Vermögens, in Italien und Frankreich jeweils 22 %.

##### Ursachen

###### Erbschaften
In einer Untersuchung des DIW wurden das (bereits zuvor) vorhandene Nettovermögen mit der Höhe der erhaltenen Erbschaften bzw. Schenkungen verglichen. Unter den Personen, die über einen 15-jährigen Zeitraum eine Erbschaft oder Schenkung erhielten, betrugen diese im Median 32.000 Euro bzw. 36.000 Euro. Die 20 % der Personen der Gesamtbevölkerung mit dem höchsten Nettovermögen erhielten jedoch auch die größten Erbschaften und Schenkungen mit 145.000 Euro. Auch subjektiv sind Erbschaften und Schenkungen von Bedeutung. So wurden Hochvermögende (mit mindestens einer Million Euro Geldvermögen) nach den Gründen für ihre Vermögenssituation gefragt. Als häufigster Grund wurden mit zwei Dritteln der Antworten dabei Erbschaften und Schenkungen genannt.
Beim reichsten Prozent der Deutschen stammen etwa 80 % des Vermögens aus Erbschaften. Unter den 100 reichsten Deutschen sind zwei Drittel Erben.

###### Erbschaftsteuer
Michael Hartmann zufolge ist die Vermögenskonzentration in Deutschland auf die hohe Zahl von Familienunternehmen und deren Begünstigung durch das Erbschaftsteuergesetz von 2009 zurückzuführen. Bei den Nutznießern handle es sich nicht, wie oft dargestellt, um größere Handwerkerunternehmen, sondern um große und sehr große Unternehmen. So sei anders als in anderen Ländern in Deutschland etwa die Hälfte der 100 größten Unternehmen in Familienbesitz. (Der Hauptgeschäftsführer des Verbands der Familienunternehmer, der im Manager Magazin als „Cheflobbyist der Reichen” bezeichnet wurde, äußerte sich insoweit ähnlich, als das ihm zufolge bei Familienunternehmern das Betriebsvermögen in der Bilanz oft nicht vom Vermögen reicher Personen zu unterscheiden sei.) Ein Beispiel dafür wäre die Robert Bosch GmbH, die 2020 den Rang zehn der umsatzstärksten Familienunternehmen der Welt besetzte. Der Konzern ist Firmenangaben zufolge zu 99 % im Besitz der Familie des Firmengründers.
Das Erbschaftsteuergesetz, das durch eine Reform 2016 kaum verändert worden sei, ermögliche laut Hartmann ein nahezu steuerfreies Vererben von großen Unternehmensvermögen. Hartmann verweist dazu auf Statistiken, nach denen die Erbschaftsteuer bei Unternehmen um so höher, je kleiner das vererbte Vermögen war.

##### Parteipräferenzen

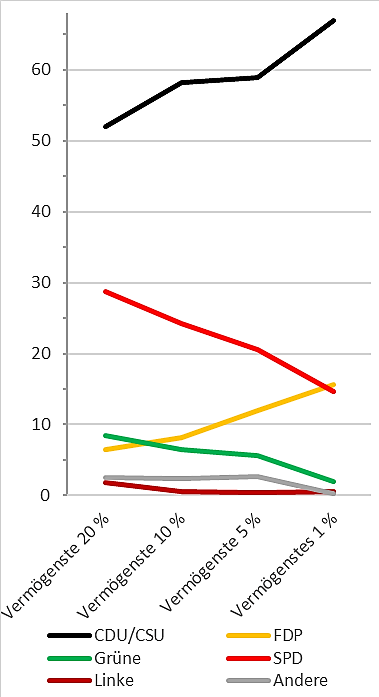
Parteipräferenz nach Höhe des individuellen Nettovermögens

Mit zunehmendem Vermögensreichtum ändert sich auch die Parteipräferenz. Mit ansteigendem Vermögen erhöht sich die Präferenz für CDU und FDP, für alle anderen Parteien fällt sie.

##### Geographische Verteilung
Es besteht ein hohes West-Ost-Gefälle der Vermögensverteilung. So stammten 2019 z. B. von den 1000 reichsten Deutschen nur zehn Familien aus Ostdeutschland. Betrachtet man die Gesamtbevölkerung war 2019 das Durchschnittsvermögen eines Ostdeutschen etwa halb so hoch wie das eines Westdeutschen. Allerdings scheint die Vermögenskonzentration in den neuen Bundesländern größer zu sein als in den alten.
Mit einem mittleren Vermögen von 139.800 Euro lebten die reichsten Haushalte in Baden-Württemberg, Bayern und Hessen (Gesamtdeutschland: 70.800 Euro).
Der Anteil des vermögendsten ein Prozent an der Gesamtbevölkerung ist über Deutschland unterschiedlich geographisch verteilt. Am höchsten ist der Anteil dieser Personen an der Gesamtbevölkerung in:
- Bayern in mehreren Gebieten, die ungefähr im Bereich zwischen Ammersee im Nordwesten, Penzberg im Südwesten und Rosenheim im Osten liegen.
- Berlin
- Hamburg
- Nordrhein-Westfalen in den Regionen von jeweils Essen, Düsseldorf, Köln und Bonn

##### Soziales Milieu
Eine Studie im Auftrag der HypoVereinsbank von 2009 anhand einer Stichprobe von Personen mit mindestens einer Million Euro zeigte mehrere soziale Milieus bei Vermögensreichen. Die mit 20–25 % anteilig größte Gruppe bildeten die „statusorientierten Vermögenden“. Sie zeichneten sich aus durch Leistungsorientierung, ein Hocheinschätzen der eigenen Fähigkeiten und Verlangen nach Anerkennung. Typisch sei, dass die betreffenden Personen versuchen, durch Statussymbole und Luxuskonsum anderen zu imponieren und um Bewunderung für sich zu werben. Gleichzeitig hätten sie häufig das Gefühl, von anderen Vermögenden ebenso wie von Neidern nicht die volle Anerkennung zu erfahren. In einer Einordnung der Studie durch den Spiegel wurde Carsten Maschmeyer als ein Vertreter der statusorientierten Vermögenden genannt.

#### Schulden
Den Gegensatz zum privaten Vermögensreichtum bildet die Überschuldung von knapp 2,8 Millionen Haushalten. Im Jahr 2002 betrugen die Schulden privater Haushalte 1.535 Milliarden Euro, die Schulden der Unternehmen 3.142 Milliarden Euro und die öffentliche Verschuldung 1.523 Milliarden Euro (2006). Das Nettogeldvermögen aller Unternehmen lag im negativen Bereich bei −1.241 Milliarden Euro, das des Staates bei −1.061 Milliarden Euro. Spiegelbildlich dazu lag das Nettogeldvermögen privater Haushalte und der Versicherungen und Banken bei 2.380 Milliarden Euro.

#### Einkommensreichtum
Personen mit mehr als dem Doppelten des äquivalenzgewichteten mittleren Einkommens leben in Einkommensreichtum. Diese Grenze wurde von Ernst-Ulrich Huster vorgeschlagen. Entsprechend ist diese Reichtumsschwelle eine veränderliche Größe in Abhängigkeit von Einkommensveränderungen in der Bevölkerung. Im Jahr 2015 lag die Grenze bei ca. 3.390 Euro im Monat.
Dagegen galt man laut Institut der deutschen Wirtschaft (iwd) man als reich, wenn man als Single über 3850 Euro netto verdient (Stand: 2019). Für ein Paar wird dieser Wert mit 1,5 multipliziert und für eine Familie mit zwei Kindern unter 14 Jahren beträgt der Multiplikator 2,1. Ein Paar ohne Kinder gilt folglich mit einem gemeinsamen Haushaltsnettoeinkommen von 5775 Euro als reich.
Das Bundesministerium für Arbeit und Soziales definiert Einkommensreichtum als das Dreifache des Medians der Nettoeinkünfte von der Gesamtbevölkerung. Dieser lag 2019 bei knapp 1900 Euro. Wer also über 5700 Euro pro Monat verdiente, galt als einkommensreich.
Wer 100.000 Euro brutto im Jahr verdient (= ca. 7.700 Euro im Monat), zählt zu den oberen 5 %.

##### Häufigkeit
Von 1991 bis 2019 stieg der Anteil der Reichen an der Bevölkerung, die Reichtumsquote, von 5,6 % auf 7,9 %.
Die tatsächlichen Reichtumsquoten sind höher, da aufgrund der Datenerhebung mittels freiwilliger Selbstauskunft und durch mit steigendem Einkommen und Vermögen abnehmender Auskunftsbereitschaft die statistisch auswertbare Datengrundlage für hohen Einkommen und Vermögen so mangelhaft ist, dass das Statistische Bundesamt nur Haushaltsnettoeinkommen bis zur Abschneidegrenze von 18.000 Euro/Monat berücksichtigt. Rund 70 % der Selbstständigen- und Vermögenseinkommen sind deshalb in den Verteilungsberechnungen nicht enthalten. Zudem ausgeschlossen von der Erhebung sind nicht entnommene Gewinne Selbständiger und Personen in Gemeinschaftsunterkünften, beispielsweise Bewohner eines Pflegeheimes, sowie Obdachlose. Die Größe der Abweichung von den tatsächlichen Einkommen zeigt der Vergleich zwischen den Einkommenssummen der EVS mit den tatsächlichen Einkommenssummen der Volkswirtschaftlichen Gesamtrechnung (VGR).
2008 betrug die Abweichung der statistischen Selbständigen- und Vermögenseinkommen in Höhe von 139 Milliarden Euro in der EVS zu der gleichartigen Einkommensumme von 477 Milliarden Euro in der VGR rund 338 Milliarden Euro. Etwa 71 % dieser Einkommen wurden durch die EVS nicht erfasst und sind in den Verteilungsrechnungen und somit in den Ungleichverteilungsmaßen wie dem Gini-Index oder der Reichtumsquote nicht dargestellt. Laut Statistischem Bundesamt „deutet dies auf eine grundsätzliche Problematik der Messung von Selbständigen- und Vermögenseinkommen in (freiwilligen) Haushaltserhebungen hin“.
Die Zahl der Einkommensmillionäre ist von knapp 12.500 im Jahr 2009 auf über 21.000 im Jahr 2015 gewachsen.

##### Geographische Verteilung
Die Reichtumsquote war 2019 am höchsten in den Bundesländern Hamburg (10,9 %), Hessen (10,3 %) und Baden-Württemberg (9,9 %). Am niedrigsten war die Reichtumsquote in Sachsen-Anhalt (3,1 %), Mecklenburg-Vorpommern (3,6 %) und Thüringen (3,7 %).
Die höchsten monatlichen Pro-Kopf-Einkommen gab es 2016 mit 2.916 Euro im Landkreis Starnberg und im Landkreis Heilbronn mit 2.697 Euro, die damit über dem Staat Luxemburg lagen (2.550 Euro).
Den höchsten Anteil von Einkommensmillionären an gab es 2015 im Hochtaunuskreis, im Stadtkreis Baden-Baden und im Landkreis Starnberg.

##### Angenommener vs. tatsächlicher Einkommensreichtum
Nach einer Umfrage der Humboldt-Universität zu Berlin im Auftrag des Magazins Geo 2007 nahmen die Befragten an, dass die durchschnittlichen Gehälter von Vorstandsvorsitzenden im Jahr 2006 bei 125.000 € monatlich lägen. Das Monatseinkommen der Vorstandsvorsitzenden der DAX-Aktiengesellschaften lag 2006 jedoch bei 358.000 Euro. 2007 sind sie auf 374.000 Euro bzw. 391.000 € gestiegen.

##### Krankenversicherung
In einer 2020 veröffentlichten Studie im Auftrag der Bertelsmann Stiftung wurde das zweigliedrige System aus privaten (PKV) und gesetzlichen (GKV) Krankenkassen untersucht. Aus Sicht der Studie wandern die finanziell leistungsstarken Versicherten in die PKV ab. So lägen die monatlichen Einnahmen eines PKV-Mitglieds bei im Schnitt 3.155 Euro im Vergleich zu durchschnittlich 2.012 Euro bei einem GKV-Mitglied.

##### „Reichensteuer”
Die Zahl der Personen, die von der Reichensteuer betroffen sind, ist erheblich niedriger als die der Reichtumsquote, da „die Reichen” hier nur als Schlagwort für eine Teilgruppe und nicht im wissenschaftlichen Sinne gebraucht wird. Personen, die von der Reichensteuer betroffen waren, hatten 2009 ein Jahreseinkommen von über 250.401 Euro bei Einzelveranlagung und 500.802 Euro bei Zusammenveranlagung. Diese Anzahl belief sich 2009 auf insgesamt rund 57.942 Personen, also 0,22 % der Steuerpflichtigen. Diese Anzahl stieg bis 2017 auf ca. 156.000 Steuerpflichtige an, bis 2018 auf ca. 163.000 (bei über 256.304 Euro Einzelveranlagung und 512.608 Euro Zusammenveranlagung).

##### Steuerliche Prüfungen
Hingegen ist laut Auskunft des Bundesfinanzministeriums die Zahl der Betriebsprüfungen durch Steuerprüfer rückläufig bei Personen mit Einkünften über 500.000 Euro pro Jahr. Sie ist von 1.630 im Jahr 2009 um fast 30 % auf 1.150 im Jahr 2018 gefallen. Bis zum Jahr 2020 sankt die Zahl abermals auf 909 Prüfungen.

##### Durchsetzung von Interessen

###### Einfluss bei politischen Entscheidungen
Laut einem Forschungsbericht von 2016 im Auftrag des Bundesministeriums für Arbeit und Soziales werden in Deutschland bei politischen Entscheidungen die Präferenzen von sozialen Gruppen unterschiedlich stark berücksichtigt. Ausgewertet wurden dabei Daten aus der Zeit zwischen 1998 und 2015. Es zeigt sich ein deutlicher Zusammenhang von Entscheidungen zu den Einstellungen von Personen mit höherem Einkommen, aber keiner oder sogar ein negativer Zusammenhang für die Einkommensschwachen.

###### Parteipräferenzen
In Deutschland haben Wähler mit unterschiedlichen Parteipräferenzen verschiedene mittlere Netto-Haushaltseinkommen. Im Bundestagswahljahr 2017 waren laut DIW die drei Parteien, unter deren potentiellen Wählern sich die höchsten Haushaltseinkommen fanden, CDU und Bündnis 90/Grüne mit jeweils 3.000 Euro und FDP mit 3.400 Euro. Zum Vergleich: die Reichtumsgrenze für Einkommen lag 2015 bei ca. 3.390 Euro.
Im Jahr 2020 erhielten bei der Kreiswahl im Landkreis Starnberg, der in ganz Deutschland das höchste durchschnittliche Pro-Kopf-Einkommen aufweist, bei über 66.000 gültigen Stimmen die CSU 34 %, die Grünen 30 % und die Freien Wähler 14 % der Stimmen.

###### Bund der Steuerzahler
Nach Meinung von Beobachtern vertritt der Bund der Steuerzahler entgegen seinem Namen nicht die Interessen aller Steuerpflichtigen, sondern nur die der Reichen. Zu diesem Schluss kamen Beobachter unter anderem, weil 22 % der Leser der Mitgliederzeitschrift über ein Haushaltsnettoeinkommen von mehr als 5.000 Euro im Monat verfügen (In der Gesamtbevölkerung: 8 %). Auch SPD-Vertreter äußerten die Ansicht, dass der Verband vor allem Interessenpolitik für Einkommensreiche und Vermögende macht.

##### Ursachen
Die Ursachen für Einkommensreichtum sind von denen für niedrige Einkommen zu unterscheiden. Während niedrige Einkommen seit der Wiedervereinigung vor allem durch Merkmale des Arbeitsmarkts verursacht wurden, waren entscheidend für hohe Einkommen die (auch in anderen Industrieländern) zurückgegangene Steuerprogressivität. Das führte dazu, dass Haushalte und Unternehmen mit hohem Einkommen jetzt niedrigere effektive Steuersätze haben. Tatsächlich deutet eine Analyse des IWF darauf hin, dass die steigende Konzentration des Einkommens vor Steuern an der Spitze in vielen Industrieländern auch mit sinkenden Spitzensteuersätzen zusammenhing: Je höher die Senkung des Spitzensteuersatzes, desto höher war für das Top 1 % die Zunahme des Einkommensanteils an einer Volkswirtschaft.

### Reichtum in Österreich
Das Privatvermögen in Österreich betrug im Jahr 2001 rund 581 Milliarden Euro. Die reichste in Österreich lebende Einzelperson war (verstorben am 5. Oktober 2006) mit 5,4 Milliarden Euro Friedrich Karl Flick. Der reichste gebürtige Österreicher war bis 2022 Dietrich Mateschitz. Neben ihnen gab es um 2022 noch 350 Menschen in Österreich, die über 10,9 Milliarden Euro zu ihrem Besitz zählen können und rund 28.000 Euro-Millionäre.
Spitzenverdiener finden sich in Österreich in den Bereichen Privatwirtschaft, Kunst oder auch dem professionell betriebenen Sport. Als Bestverdiener kann mit einem jährlichen Bruttoeinkommen von ca. 10 Millionen Euro Siegfried Wolf, Vorstandsvorsitzender der Magna-Austria, ausgemacht werden.
Der statistisch durchschnittliche Österreicher verdient rund 18.750 Euro nach Abzug der Steuern pro Jahr und die statistisch durchschnittliche Österreicherin rund 12.270 Euro nach Abzug der Steuern pro Jahr. Dies sind Werte für unselbständig Erwerbstätige ohne Lehrlinge aus dem Jahr 2003.

#### Selbsteingeschätzter Reichtum von Vermögenden in Österreich
Ähnlich wie in Deutschland gibt es in Österreich das Phänomen der falschen Selbsteinschätzung bezüglich dem eigenen Vermögen. Fast alle Österreicherinnen und Österreicher sehen sich als Teil der gesellschaftlichen Mitte, so z. B. auch ein Landeshauptmann mit einem monatlichen Bruttogehalt von knapp 20.000 Euro. Zwar will niemand als arm gelten und die Armen machen sich reicher als sie sind, dennoch – und noch viel mehr – kaum jemand sieht sich selbst als reich. Die Gründe dafür sind vielfältig (z. B.: die gesellschaftliche Mitte wird als Wohlfühlort wahrgenommen; die meisten denken, Reichtum beginne etwas oberhalb von ihnen selbst; es gibt große Erhebungslücken bei Umfragen, da die Reichen daran nicht teilnehmen), ebenso wie die Auswirkungen (Gefahr für die demokratische Grundordnung der Gesellschaft, die politische und wirtschaftliche Stabilität, das Gesundheitssystem; Ungerechtigkeit im Steuersystem – Arbeit deutlich mehr besteuert als Vermögen etc.). Eindeutig ist nur: Die Mitte, zu der sich alle Menschen in Österreich zählen, gibt es nicht, zumindest wenn es um Vermögen geht. Vielmehr teilt sich die Gesellschaft in Sachen Vermögen: Nach Schätzungen der Österreichischen Nationalbank aufgrund von Immobilien und anderen bekannten Vermögenswerten besitzt das oberste Prozent (1 %), die Multimillionäre und Milliardäre, rund 50 % des gesamten Vermögens in Österreich, die obere Hälfte aller Haushalte (50 %) besitzt den Großteil des restlichen Vermögens (95 %) und die untere Hälfte (50 %) besitzt zusammen weniger als fünf Prozent (5 %) des gesamten Vermögens in Österreich. Beim Einkommen verdienen die obersten zehn Prozent (10 %), die Topverdiener, 30 % des Gesamteinkommens.

### Millionaires for Humanity
Aus Anlass der Corona-Krise forderten 83 Millionäre aus sieben Ländern, die sich „Millionaires for Humanity“ nannten, in einem durch Oxfam und andere Hilfsorganisationen verbreiteten offenen Brief an Regierungen weltweit, dass diese dauerhaft höhere Steuern für die Reichsten erheben sollten. Darin sehen die Unterzeichnenden einen Weg, Gesundheitssysteme, Schulen und soziale Sicherheit angemessen zu finanzieren. Sie appellierten „Besteuert uns. Besteuert uns. Besteuert uns. Es ist die richtige Wahl. Es ist die einzige Wahl.”

## Unterschiedliche Betrachtungsweisen

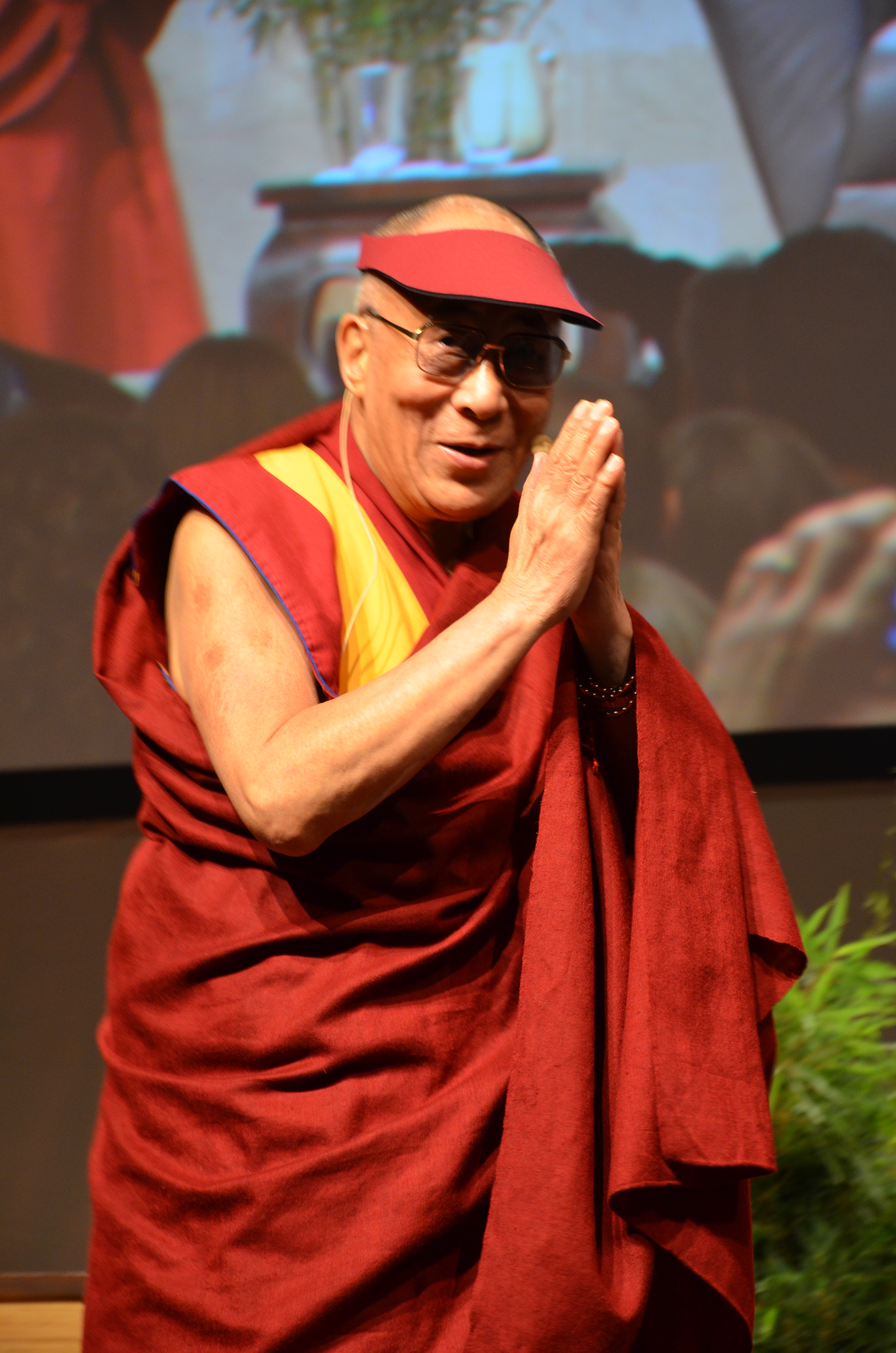
Viele Religionen, Weltanschauungen, Philosophen und indigene Kulturen betrachten materiellen Reichtum skeptisch wie Tendzin Gyatsho, der Dalai Lama.

„Die Liebe zum Besitz ist bei ihnen (den Weißen) wie eine Krankheit. Diese Leute haben viele Gebote erlassen, welche von den Reichen gebrochen werden dürfen, von den Armen jedoch nicht. Sie erheben Abgaben von den Armen und Schwachen, um die Reichen und Herrschenden zu ernähren. (…)“

### Die sozialwissenschaftliche Sicht von Reichtum
Die Ethnologie und Soziologie beschreiben Gesellschaften auch über ihr Verständnis von Reichtum und über die Strukturen und Machtmittel, die sie einsetzen, um diesen Reichtum zu schützen. Überdies kann der Reichtum an Prestige verleihenden Gütern anthropologisch als Grund des Fetischismus untersucht werden. Unter anderem gibt es groteske Fälle, in denen Menschen von ihrem Kontostand oder dem darauf liegenden Geld sexuell erregt wurden (Paraphilie).
Darüber hinaus beobachtet die Sozialwissenschaft die Anhäufung von Reichtum unter dem Aspekt der Verteilung von Ressourcen und damit auch der Machtverteilung. Die moderne Elitesoziologie, insbesondere das Power Structure Research, betrachten die Reichtumsentwicklung sehr kritisch.

### Kritik am Reichtum
Bereits der antike Philosoph Platon verfasste eine umfangreiche Schrift über die Zusammenhänge von Reichtum, einseitiger Machtkonzentration und moralischem Verfall. Der enorme Reichtum Roms wird von Historikern oft als Ursache für den Verfall der römischen Gesellschaft im 1. Jahrhundert v. Chr. gesehen. Heute wird häufig der ausschließlich materielle Reichtumsbegriff kritisiert: Menschen, die einen hohen Lebensstandard genießen, würden leicht ihre „geistige Wachsamkeit“ und ihren „sozialen Reichtum“ einbüßen.
Friedrich Nietzsche meint, dass der Reichtum eine aristokratische Rasse erzeuge, weil er erlaube, die schönsten Frauen zu wählen, die besten Lehrer zu bezahlen, Sport zu treiben und sich von verdumpfender körperlicher Arbeit fernzuhalten. Diese Wirkungen entstünden schon bei geringem Reichtum, es gäbe keine Steigerung, auch wenn der Reichtum erheblich gesteigert werde. Armut sei nur für diejenigen nützlich, die ihr Glück im Glanze der Höfe, als Helfer für Einflussreiche oder als Kirchenhäupter suchten.
Eine sehr detaillierte Auseinandersetzung mit den Ursachen des heutigen Reichtumsbegriffes lieferte der Sozialpsychologe Erich Fromm mit seinem 1976 veröffentlichten Werk Haben oder Sein. Er sieht die westliche Kultur als Nährboden für die Existenzweise des „ewigen Säuglings, der nach der Flasche schreit“, statt einer Haltung, die sich produktiv mit der Welt auseinandersetzt und wenig auf materiellen Besitz gibt.
Christian Neuhäuser zufolge wäre eine Person reich, wenn sie mit Blick auf notwendige Erfordernisse für die Selbstachtung über viele Geldmittel verfügt. Fragwürdig werde Reichtum, wenn durch ihn verhindert oder es zumindest erschwert wird, dass andere Personen in Selbstachtung leben. So sei Reichtum moralisch problematisch, der eine nicht rechtfertigbare Machtausübung ermöglicht oder erleichtert. Neuhäuser sieht es daher als notwendig an, die Orientierung in der Gesellschaft auf das „Reich-Werden“ zu überwinden. Dies könnte erreicht werden, wenn Steuern auf Einkommen und Vermögen – sobald sie in den Bereich des Reichtums kommen – stark ansteigen. Als Konsequenz würde es sich nicht mehr lohnen, nach Reichtum zu streben. Unternehmer würden dann nicht mehr Reichtum als Ziel, sondern soziale Ziele verfolgen.
Den Kritikern von Reichen wird zum Teil unterstellt, dass es ihnen nicht um Gerechtigkeit gehe, sondern dass sie von Neid getrieben seien. Dieser Vorwurf wird jedoch als nicht überzeugend bemängelt, da Neidgefühle eine soziale Nähe voraussetzen, die kaum entstehen kann, da Superreiche durch Abschottung in einer Art Parallelwelt leben. Beim Neidvorwurf solle es sich daher vielmehr um eine Immunisierungsstrategie handeln. Neid richtet sich demgegenüber viel häufiger auf ärmere Menschen – z. B. Flüchtlinge und Sozialhilfeempfänger –, die staatliche Unterstützung erhalten.

### Die Sicht der Weltanschauungen

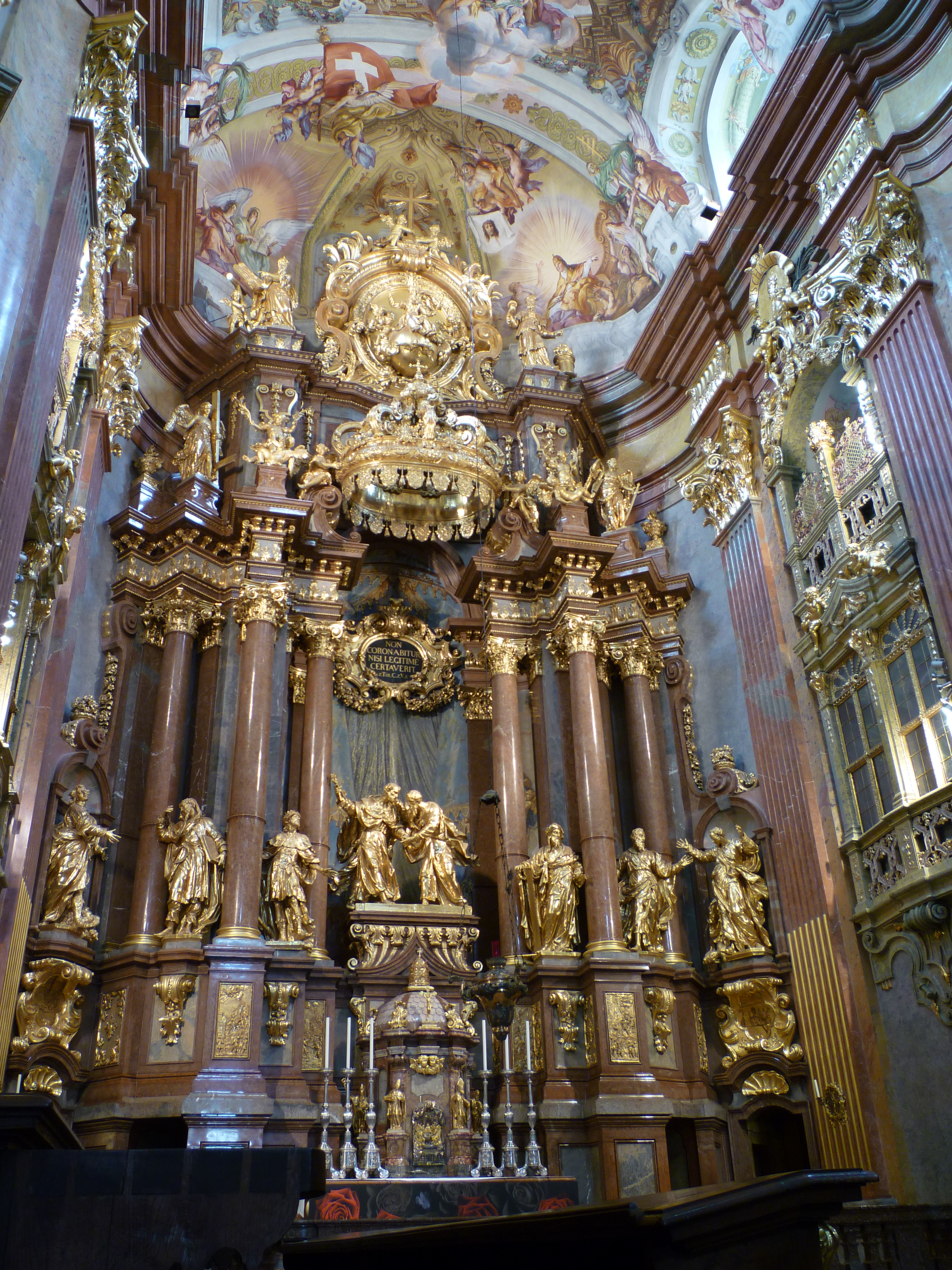
Blendender Reichtum zu Ehren Gottes im katholischen Stift Melk

Im ursprünglichen christlichen Glauben predigte Jesus Christus: „Eher kommt ein Kamel durch ein Nadelöhr als ein Reicher in den Himmel.“ Im Markusevangelium wollte er zeigen, dass man sich nicht auf seinen Reichtum verlassen soll, wenn es darum geht, „das ewige Leben zu erben“ (Mk 10,17b).
Ausgehend vom Determinations-/Prädestinationsdenkens Luthers bzw. Calvins konnotierte die protestantische Mentalität Reichtum als Indiz der Erwählung des Reichen durch Gott (Calvinismus). Der Reiche habe deswegen seinen Reichtum im höchsten Sinne „verdient“. Soziokulturelle Auswirkungen hat dieses Denken bis heute in den Kernländern des Protestantismus wie Großbritannien oder den USA. In Verbindung mit Reichtum wird in protestantisch geprägten Staaten traditionell der Begriff Leistungsgerechtigkeit häufiger gebraucht als der im Katholizismus übliche Begriff Verteilungsgerechtigkeit.
In Bezug auf den Buddhismus wird Reichtum ähnlich wie im frühen Christentum als Belastung angesehen. Tenzin Gyatso, der derzeitige Dalai Lama, meint: „Genugtuung, Geld auf der Bank zu haben, macht vielleicht im Moment glücklich, doch mit der Zeit hat der Besitzende immer mehr Angst, dass er alles verlieren könnte. Der große Lehrer (Buddha) predigte deshalb Armut, da er darin eine Art von ‚Erlösung‘ sah.“
Auch die Vertreter indigener Völker wenden sich häufig gegen die eurozentrisch geprägten Vorstellungen von Reichtum und Fortschritt. Oftmals widerstrebt materieller Besitz ihren traditionellen Überzeugungen und spirituellen Vorstellungen.